# 卡斯托峰
45°55′20″N 7°47′34″E / 45.92222°N 7.79278°E

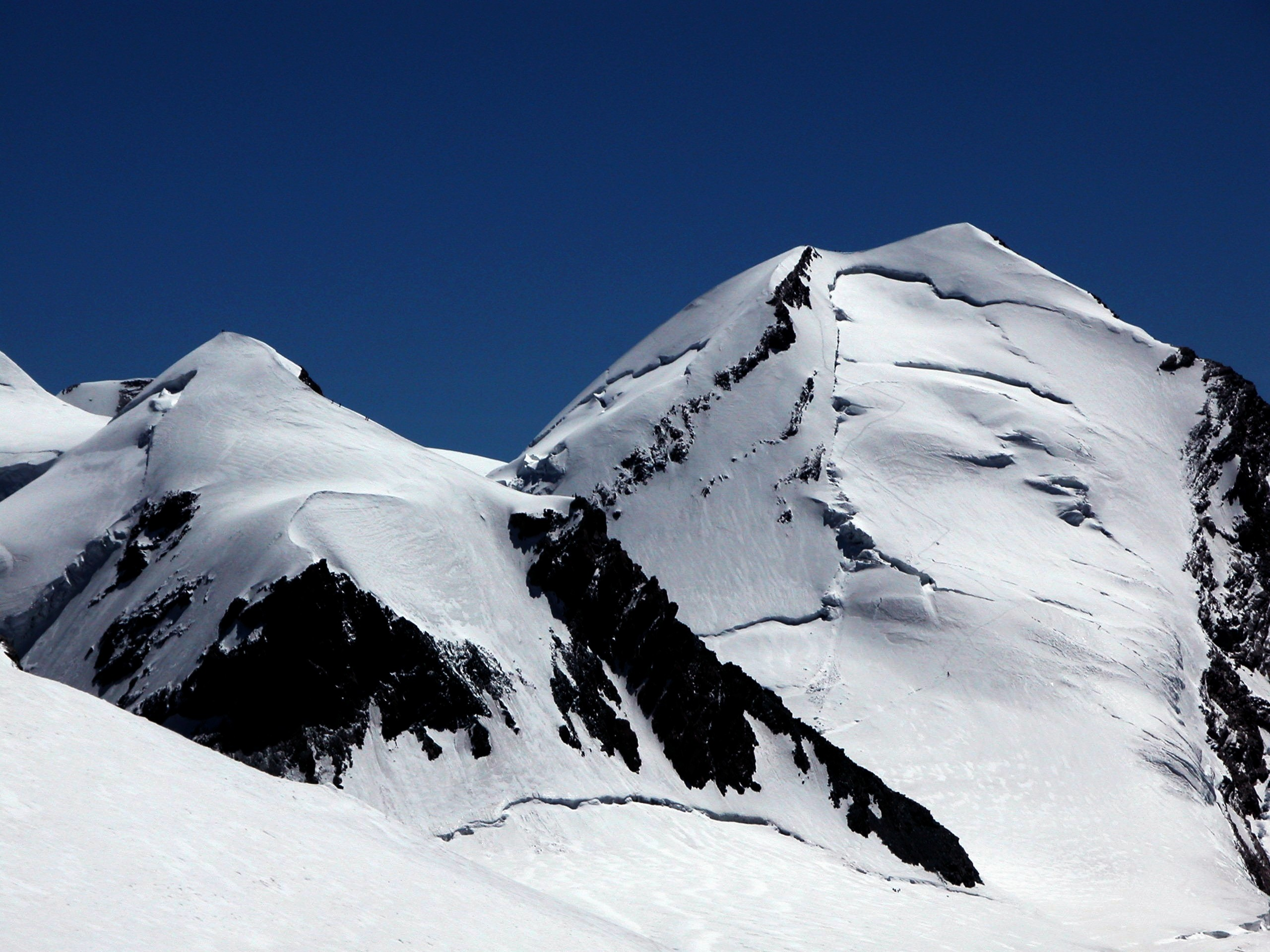

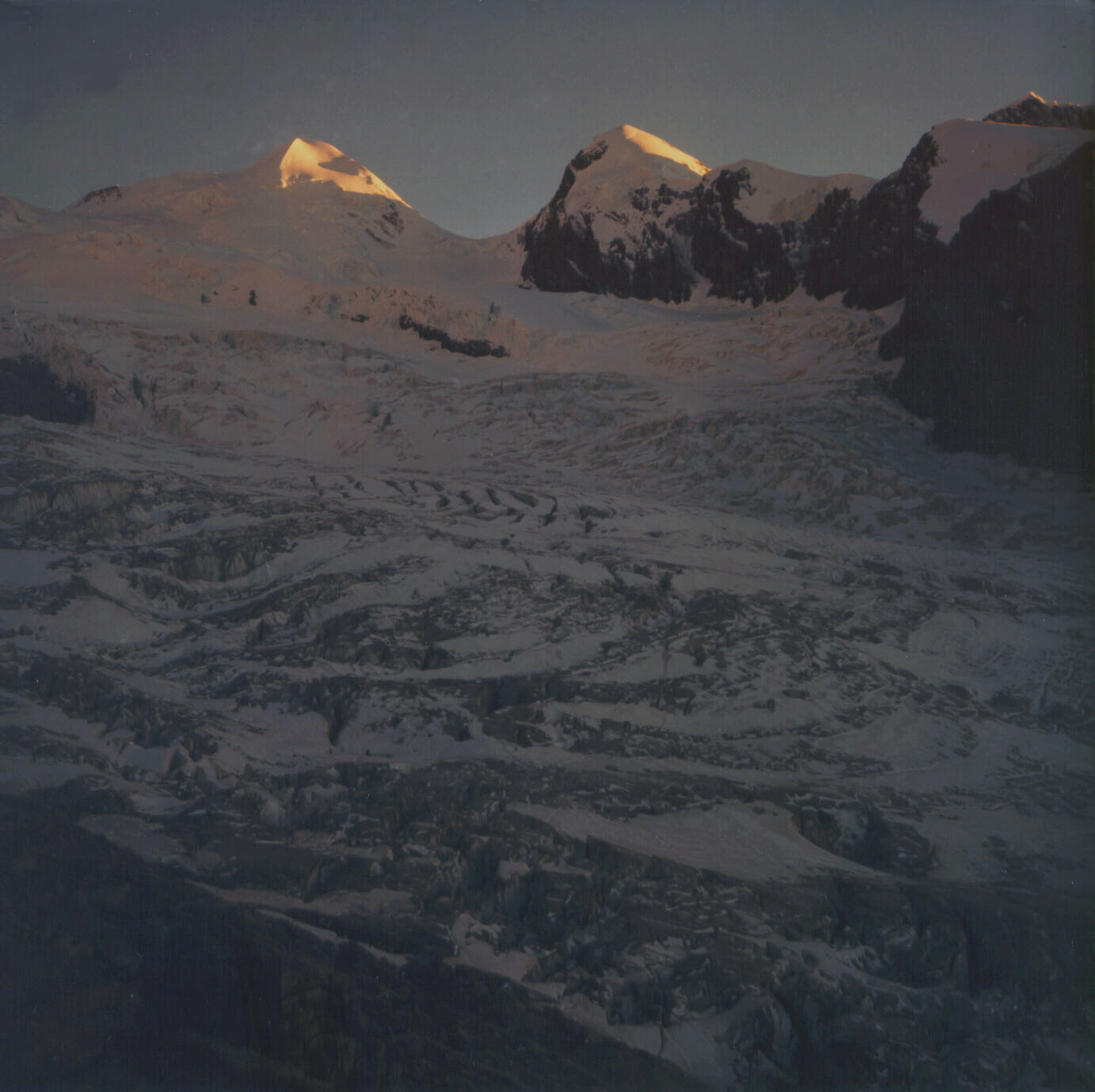

卡斯托峰（義大利語：Castore），是歐洲的山峰，位於瑞士和意大利接壤的邊境，屬於本寧阿爾卑斯山脈的一部分，海拔高度4,223米，人類在1861年8月23日首次登上該山峰。